# Mahmadou Lamine

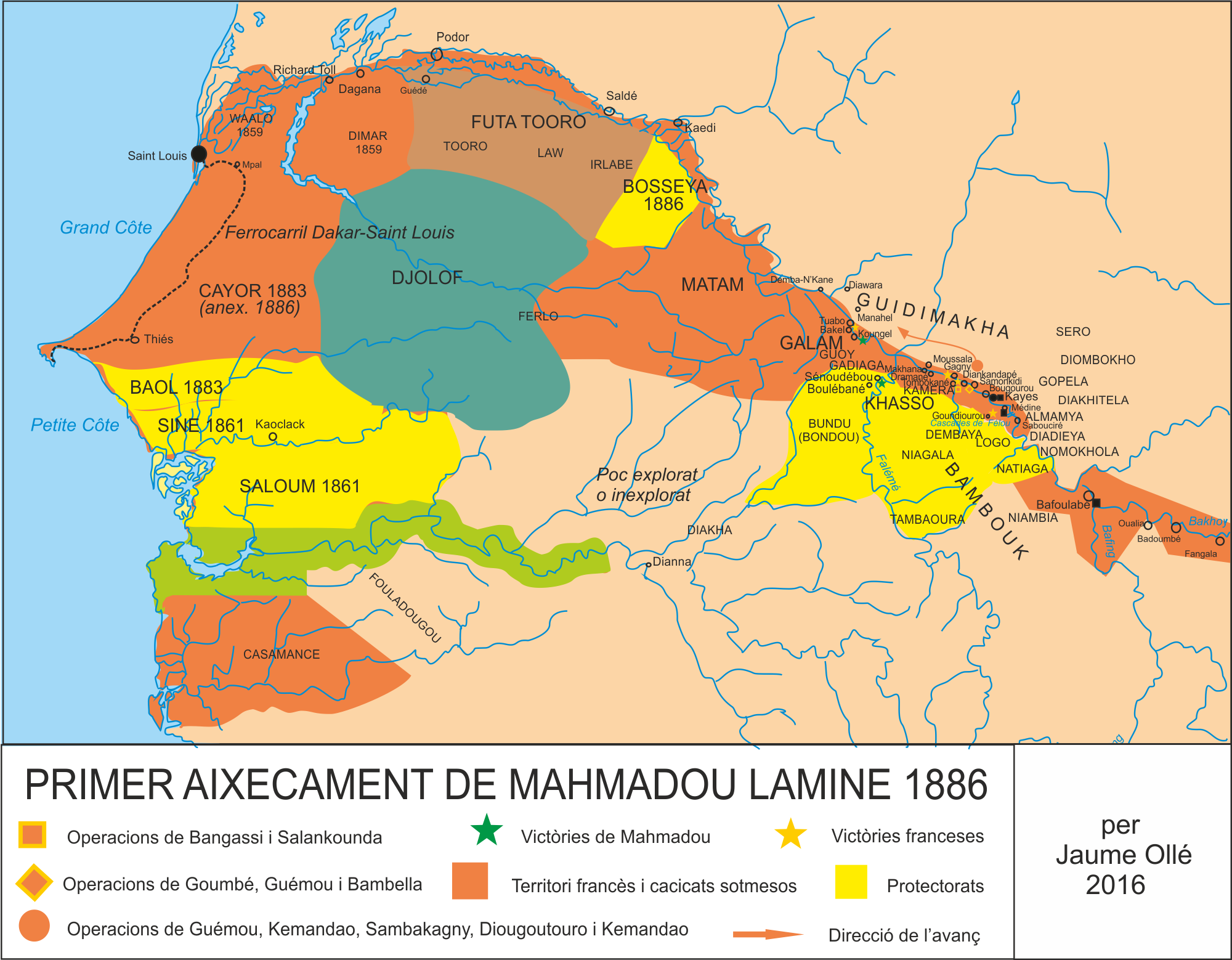
La lluita de Mahmadou Lamine el 1886

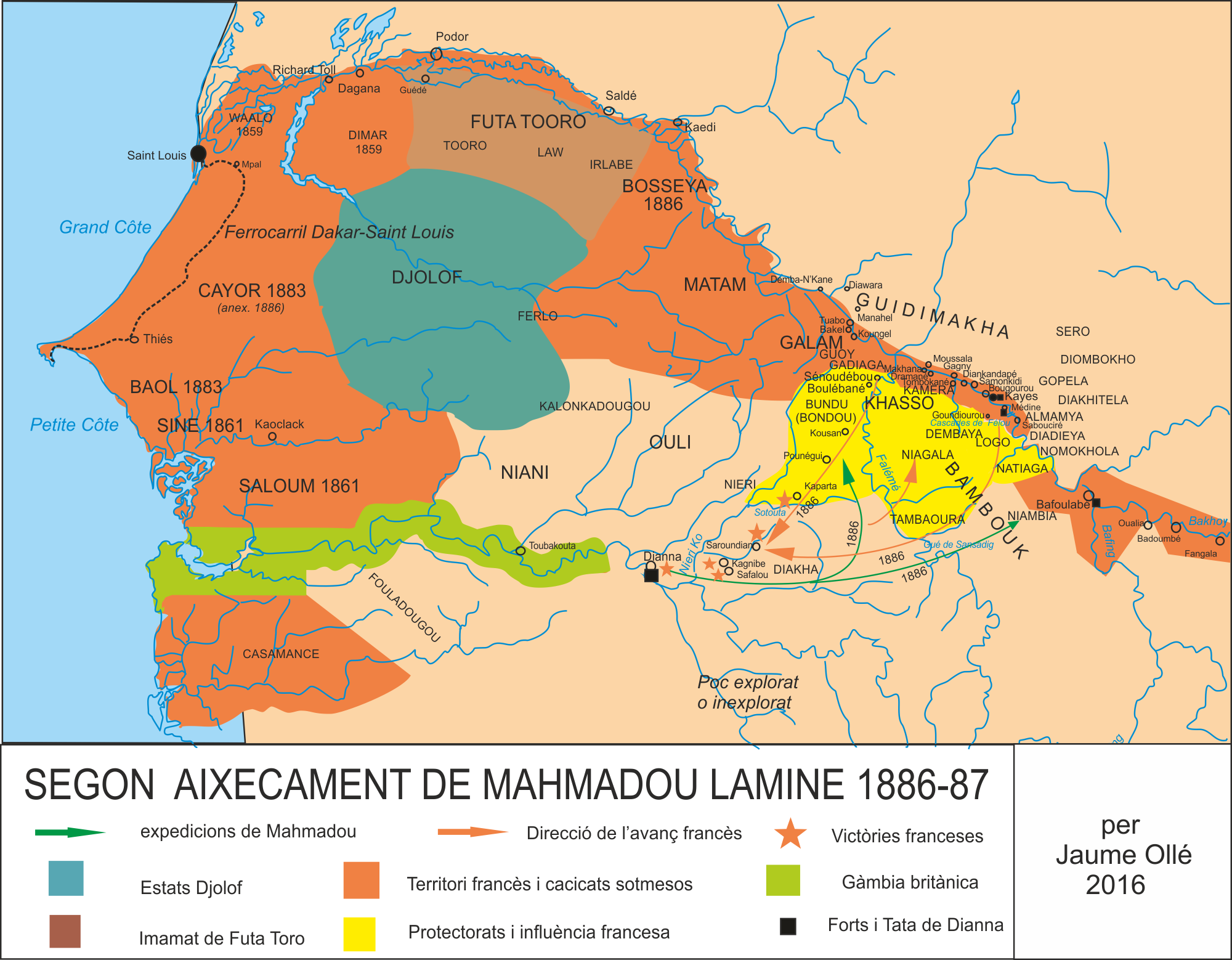
La lluita de Mahmadou Lamineal hivern de 1886-1887

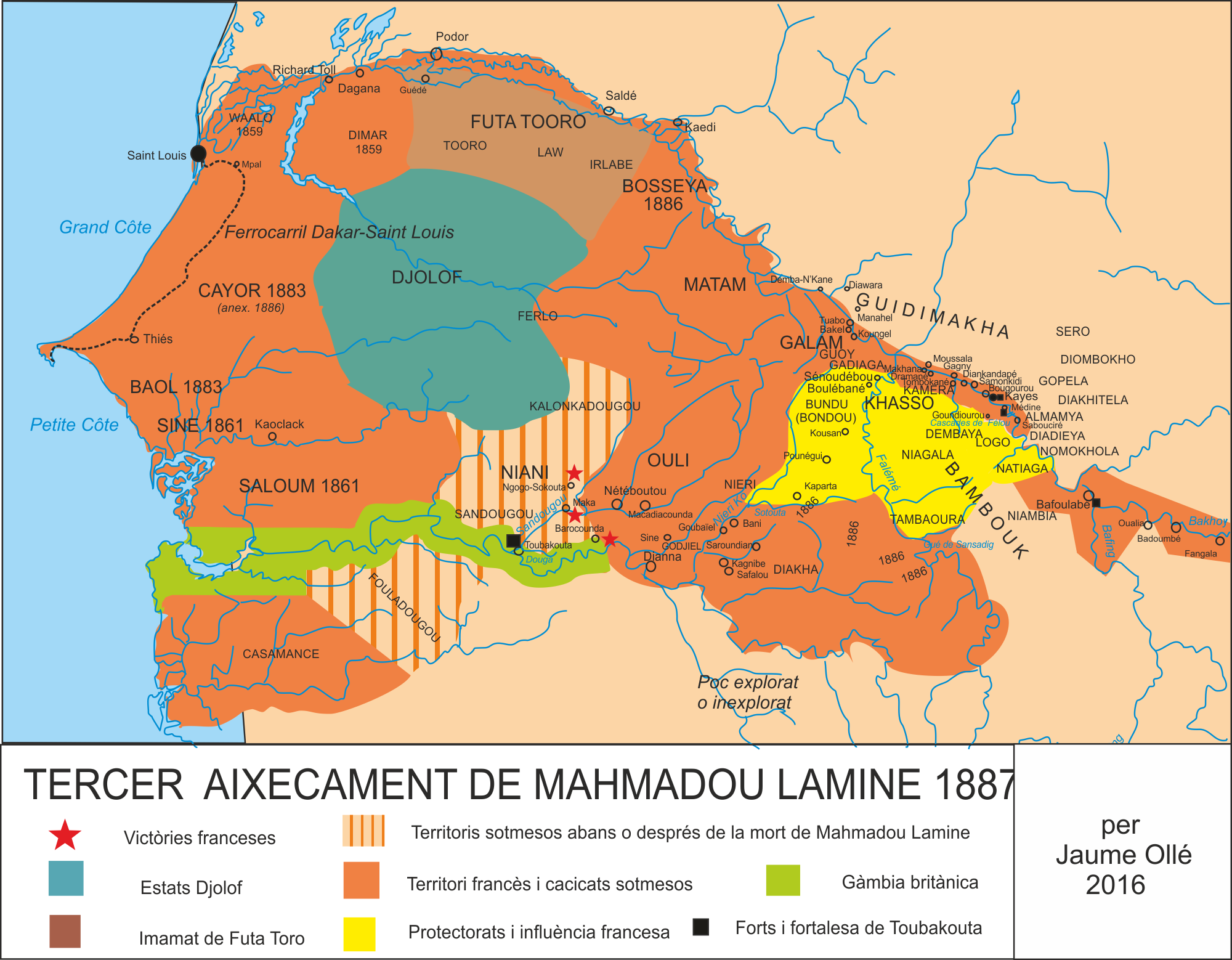
Resistència de Mahmadou Lamine fins a la seva mort (final de 1887)

Mamadou Lamine Dramé fou un marabut sarakhole nascut vers el 1840 a Goundiourou, al regne del Khasso (a 8 kilòmetres de Kayes). Era inicialment un comerciant pobre però hàbil i ambiciós ; ja de jove aspirava a formar un imperi com al-Hadjdj Umar Tall i Samori Turé.

## Biografia
Havia adquirit una gran reputació religiosa després d'un viatge a la Meca el 1873 (del que va tornar ric el 1880) i va predicar a l'Alt Senegal fingint alguns miracles formant un grup de seguidors (300 homes i 4 dones) sobretot entre els sarakholes i malinkes, fins que fou arrestat per Ahmadu Tall que el va tenir prop de sis anys presoner i el va alliberar el 1885 presentant-se a Bamako a l'aleshores comandant Combes, que el va acollir a canvi d'ajudar-lo contra Ahmadu de Ségou; va predicar amb èxit a Bafoulabé d'eon fou expulsat pel tinent Sauvage, i va anar a Médine i d'allí va anar a veure al comandant superior de l'Alt Senegal, Frey, arribant a Kayes al mateix temps que el comandant (novembre) que el va ben acollir esperant l'ajut del seu prestigi contra Ahmadu. Aprofitant la llibertat que Frey li va concedir per actuar, va preparar la revolta contra els francesos.

### Primer aixecament
A primers de 1886 s'havia revoltat a la Guidimakha, el Guoy i el Gadiaga, on els sarakholes d'aquestes zones l'havien proclamat imam i pretenia apoderar-se dels territoris malinkes a la riba esquerra del Senegal. Va coincidir amb la mort del rei de Bundu, Boubakar Saada, que va deixar la successió al seu germà Omar Penda, mig cec i poc capacitat, amb el fill del rei difunt, Usman Gazi, com a home fort. Mahmadou Lamine va planejar substituir a Omar Penda i amb les seves forces es va situar a Balou (en la confluència entre el riu Falémé i el riu Senegal) i va envair Bundu cremant diversos pobles i fent fugir a Omar Penda; Mahmadou Lamine es va instal·lar a la capital Sénoudébou com a rei.
Els sarakholes, que vivien al nord del Bundu, al Galam (o Ngalam) es van allistar massivament sota el seu estendard i va poder reunir entre sis i set mil guerrers. Per provocar una revolta més gran va decidir obtenir una victòria prestigiosa sobre els francesos i va atacar la posició de Bakel, al nord del Galam.
El 5 de febrer Frey ja havia ordenat reforçar la guarnició de Bakel i havia enviat un missatge al marabut comminant-lo a llicenciar les seves forces. El 15 de febrer Bundu havia estat envaït i Frey va reagrupar a Kayes a les seves forces; la companyia de tiradors del capità Ferrat fou despatxada a Bakel que ara comptava amb 260 homes que podien contenir als atacants, a l'espera que Frey, arranjada la situació amb Samori (vegeu govern de Frey), pogués acudir amb totes les seves forces.
El comandant de Bakel era el capità Lefranc; els reforços tenien com a principal cap al capità Jolly, que assabentat que hi havia un grup nombrós de sarakholes al poblament de Koungel (a 6 km de Bakel), va decidir dispersar-los. El intèrpret local Alpha-Séga, secretament favorable al marabut, va informar que el grup era d'uns pocs centenars i Jolly va marxar allí amb 70 tiradors (14 de març); va arribar al marigot de Conianiam-Kolé, a mig camí, on se li va unir un grup d'escorta manat per sergent Féméland, seguint cap a Koungel. Mentre Alpha-Séga ja havia previngut als sarakholes. Un grup de distracció de 1500 sarakholes va atreure l'atenció dels francesos prop del gué de Sassi-Makana, entre Bakel i Féméland els va atacar; això fou aprofitat per la resta dels sarakholes que van atacar a la columna Jolly i en un atac sorpresa va matar o ferir uns 30 homes, perdent a més el canó que portaven que no van aconseguir recuperar, però si es van poder reunir amb Féméland i retornar a Bakel. En total els francesos havien perdut 10 homes i tenien 36 ferits (14 de març). Mahmadou Lamine en les seves predicacions havia profetitzat que els canons dels francesos no sortirien i la capturà del canó semblava confirmar la profecia, el que va fer que els sarakholes tinguessin ara més que mai una gran confiança en el seu cap.
Mentre el marabut havia fortificat Goundiourou on havia disposat el seu harem; Frey va telegrafiar a Houry, comandant de Médine, ordenant un atac a aquesta població per agafar a les dones de Mahmadou Lamine; l'atac es va fer el 13 de març a la nit i el 14 tota la família del marabut arribava presonera a Bakel.
Mahmadou Lamine va assetjar Bakel; el fort estava prop del riu (a 200 metres) sobre un pujol rocós i disposava d'altes muralles i bastions amb artilleria. El poblament indígena s'estenia per la vora del Senegal i els vessants dels turons i estava format per diversos grups de cabanes, destacant el nord el de Mody-N'Kané i al sud el de Guéry-M'Palé. La guarnició la formaven 200 homes i 1100 indígenes. El setge va començar l'1 d'abril quan fou atacada Guéry-M'Palé sense èxit. El dia 2, dos columnes (dotze mil homes en total) procedents de Tuabo i de Koungel es van ajuntar i van atacar Mody-N'Kané on la població els va donar suport però les forces franceses ben armades (els 12.000 homes només tenien pals i algunes llances) els van foragitar. Reagrupats els seus homes, Mahmadou Lamine va atacar altre cop el 4 d'abril, sota el seu propi comandament; la columna de la dreta fou rebutjada a Guéry-M'Palé però la de l'esquerra es va apoderar de
Mody-N'Kané, i va poder arribar a la factoria comercial on molts comerciants foren morts i els magatzems saquejats; però en avançar cap a l'esplanada del fort foren rebutjats pels tirs de metralla deixant uns 300 morts; els francesos van tenir 20 morts i un centenar de ferits. Alpha-Séga, descoberta la seva traïció, fou afusellat. Mahmadou Lamine es va retirar, va reagrupar als seus i va fer un nou intent el 5 d'abril, sent altre cop rebutjat i va decidir establir el setge.
Frey havia sortit de Bamako el 14 de març i va arribar a Kayes el 2 d'abril. Kayes no estava fortificada, per la qual cosa va ordenar construir algunes defenses per prevenir un cop de mà. Tropes franceses es van escalonar per la riba dreta del Senegal. Les tropes estaven cansades i no podien enfrontar encara al marabut, però de moment Bakel no estava en risc de caure.
El 10 d'abril Frey va començar operacions a la riba esquerra; una columna es va establir a Bougourou (manada pel comandant Combes) i una altra als gués de Diankandapé i de Tombokané. L'endemà van atacar la vila sarakhole de Bangassi. La primera columna va travessar el riu al mateix temps i la població fou ocupada quedant en mà dels auxiliars khassonkes que la van cremar. La columna va baixar llavors a Samonkidi que també fou cremada. El dia 13 foren atacades Salankounda i Gagny. Mentre la segona columna es va reunir amb la primera a Gagny; a la nit el comandant Houry va ocupar Tombokané mentre el comandant Combes avançava sobre Bukhoro, on hi havia uns 600 guerrers sarakholes que foren expulsats i al matí van entrar a la població que havia estat evacuada; llavors la columna va tornar a Gagny i va passar a la riba esquerra. L'exèrcit del marabut va patir les primeres desercions.
Frey va decidir atacar tres poblacions més: Goumbé, Guémou i Bambella; el 16 d'abril la segona columna va creuar el gué de Diankandapé i es va dirigir sobre Bambella; després d'un xoc menor a Goumbé va arribar a Guémou i va dispersar als sarakholes que la defensaven. Guémou fou cremada i van seguir fins a Bambella que va patir la mateixa sort. El mateix dia la columna va retornar a Tombokané. Mahmadou Lamine va concentrar les seves forces a Dramané, a 40 km d'allí, abandonant el setge de Bakel i preparant-se per una batalla decisiva. Frey va establir una petita fortificació a Tombokané (a uns 12 km de Kayes a la riba esquerra del Senegal) per guardar les municions i la va reforçar durant tres dies.
El 19 d'abril les tropes sarakholes procedents de Moussala (3 km avall del riu) van començar a moure's cap a Tombokané. Mahmadou Lamine ja s'havia reunit amb els seus guerrers del Guidimakha, i reunia a la seva gent a la vora de Tombokané.
La columna principal va avançar fins a uns 500 metres portant al front l'estendard verd del marabut i va iniciar l'assalt ajudada per dues columnes per les ales. Els sarakholes van patir dotzenes de baixes i la caiguda del seu estendard va ser el senyal de la derrota; es van retirar perseguits pels spahis que els van atrapar al gué de Gagny i en van matar uns quants més. El marabut va fugir cap al riu Falémé i es va retirar a Dramané. El 20 d'abril Frey va marxar cap allí i el 21 va destruir la població i la de Makhana, però Mahmadou Lamine ja havia sortit cap a Balou. Frey va calcular que el marabut no creuaria el riu cap al Guidimakha sinó que aniria a Sénoudébou per reunir forces i en tot cas anar cap al sud, i va decidir tallar-li el pas amb una columna de 260 homes que aniria a Sénoudébou, mentre la resta d'homes aniria a la desembocadura del Falémé per remuntar el riu i tancar a l'enemic per la cua.
La columna va sortir el 23 d'abril a la nit i va arribar al matí a Naé, a 8 km de Sénoudébou. Mahmadou Lamine acabava d'arribar a Kidyra i suposava als francesos força enrere. Desfilava amb un bon nombre de forces, les seves noves dones, els estudiants (talibes) i uns centenars de presoners. Allí fou atacat per Frey però va poder fugir i pels boscos es va dirigir cap al sud. El 25 d'abril Frey va entrar a Sénoudébou que havia estat incendiada però una de les muralles estava intacta i el capità Robert s'hi va quedar al front d'una guarnició de 80 homes i un canó. El cap local del Bundu, Usman Gazi, va arribar de Bakel amb 400 auxiliars bundukes i es va llençar a perseguir al marabut però aquest es va poder refugiar a la Diakha a la frontera amb el protectorat britànic de Gàmbia. El 27 d'abril Frey es va dirigir al Falémé on el 28 es va reunir amb la resta dels seus homes manats pel comandant Combes.
Al arribar a Goulmy van saber que els sarakholes de Guoy es concentraven a Tuabo des d'on havien fet ràtzies contra els ramats a la regió de Bakel. Van avançar sobre Tuabo però els sarakholes van retirar-se cap a la riba dreta. Frey va decidir castigar ("pacificar" en el llenguatge colonial) la zona i va formar dos columnes, una sota el comandant Combes i una sota el comandant Houry i el 30 d'abril Frey va avançar sobre Manahel on hi havia concentració dels sarakholes del Guoy (uns 2000); la posició fou ocupada tot i la bona defensa dels sarakholes, que es van retirar amb uns 3000 captius indígenes i els ramats robats (milers de caps de bestiar) però foren atrapats pels francesos i derrotats; les ramats van ser recuperats i els captius alliberats (i reassentats a Bafoulabé i Kayes); les tropes van acampar a Diawara. L'endemà Frey es va reunir a Demba-N'Kané, un poble a la vora del Senegal, amb Abdul-Bubakar, almamy de Bosséya (Bosseya), fins aleshores molt hostil a França, i que va fer aliança amb el tinent coronel.
Poc després es va saber que Mahmadou Lamine s'havia fet fort a Dianna, al Diakha i va autoritzar als auxiliars bundukes a anar a la zona enviant a més a Sénoudébou al comandant Houry amb una peça d'artilleria i uns quants homes. El comandant es va reunir amb les tropes que havien quedat a Tuabo (21 de maig). Les poblacions del Guoy, refugiades al Guidimakha, sense provisions, van començar a patir de fam i van haver de sotmetre's per poder tornar a les seves cases.
Tranquil el Guoy, Frey va començar a operar contra el Guidimakha, país molt hostil, especialment a Guémou, Kemandao i Sambakagny que vivien d'interceptar el comerç amb els maures. El primer atac fou contra Sambakagny, on hi havia una banda de sarakholes; els va atacar des de l'est per forçar-los a fugir cap al desert, mentre que forces auxiliars del cap de Bosseya Abdul-Bubakar, se situaria en vigilància a l'oest; la columna de Frey es va concentrar a Goutioubé (20 de maig) i va creuar el Senegal a Diougoutouro i el dia 21 va avançar cap a Guémou, on els habitants foren derrotats a 1 km de la població i rebutjats i al matí del 22 els francesos entraven a la vila ja evacuada. A la nit del 22 van sortir de Guémou cap a Kemandao; els sarakholes eren a la vora del bosc prop de la vila i una part barraven el pas mentre altres s'havien desplaçat a Guémou i Diougoutouro per tallar la retirada i un tercer grup estava de reforç al primer a uns 500 metres. La resistència fou molt forta i molt ben organitzada però la millor potència de foc francesa es va imposar; llavors van entrar a Kemandao de la que els habitants havien fugit; el dia 23 Frey es va reunir amb els soldats d'Abdoul-Boubakar que procedien de Sambakagny, abandonada pels habitants i que havien incendiat. El 24 van retornar a Bakel, via Sambakagny. Les forces foren desplegades entre Bakel i Kayes i poc després els caps de la Guidimakha, la més rica regió de la conca del Senegal, van deposar les armes i demanar l'annexió a França.
El Guoy, la Kaméra i la Guidimaka quedaven tranquil·les. Les tropes van retornar progressivament a Kayes el mes de juny i el juliol Frey va retornar a França deixant com a comandant superior interí al cap de batalló Monségur.
Monségur va haver d'enfrontar la fam que devastava el país; de Bakel al Níger el comerç s'havia aturat per la guerra i els saquejos, incendis i pèrdues de collites havien portat la fam als habitants. Mahmadou-Lamine, que encara disposava de 3000 o 4000 guerrers, encara feia alguna incursió i el juliol va cremar Sénoudébou on no hi havia guarnició francesa. Poc després va fer una nova incursió i va assolar Boulébané, ara capital del país, on estava el rei Omar Penda, que fou mort pel marabut; un segon atac a Sénoudébou es va trobar amb 70 tiradors senegalesos manats pel tinent Yoro-Comba que el van obligar a retirar-se cap a Dianna on va començar a reorganitzar-se. A més el seu fill Soybou que era a la dreta del riu va començar a reclutar sarakholes al Diafounou per després unir-se al seu pare.
L'octubre de 1886 el ministre de marina, almirall Aube, va designar nou comandant superior al tinent coronel Joseph Gallieni.

### Segon aixecament
Mahmadou Lamine havia reiniciat el conflicte al començar el hivern i des de Dianna, ben fortificada, assolava diverses regions entre Gàmbia i el riu Bafing i el novembre va començar a estendre les seves operacions al nord per reunir-se amb el seu fill Soybou seguint el riu Falémé. Gallieni per enfrontar-lo va formar dues columnes, una per cada costat del riu; la primera estava sota el seu propi comandament es va situar a Arondou (a la confluència del Falémé i el Senegal) i la segona sota el comandant Vallière, que es va concentrar a Diamou. Les dos columnes (1400 homes en total) van avançar cap a Dianna per ocupar la fortalesa sotmetent a les poblacions de la zona. Mentre el cap de batalló Monségur va desplegar les tropes entre Bakel i Kita per assegurar la riba dreta del Senegal.
El 12 de desembre les dues columnes van començar a avançar cap a Dianna, la primera per Sénoudébou i la segona pel Bambuk (Bambouk). A Sénoudébou, Gallieni va deixar una secció amb el sotstinent Maubert per assegurar el reavituallament i va afegir a les seves forces 200 guerrers bondoukes; va seguir Koussan, Pounégui, Kaparta i el 22 de desembre va arribar al marigot de Soutouta, on va enfrontar a un centenar d'enemics que foren dispersats. Mentre la segona columna va creuar el Falémé al gué de Sansandig i va avançar també cap a Dianna; Mahmadou-Lamine no sabia res de la primera columna però si d'aquesta, va enviar forces cap a Saroundian, a un dia de marxa de Dianna, però els francesos els van dispersar amb un parell de canonades i les dos columnes es van unir a Saroundian el 24 de desembre a la nit; el 25 de desembre van arribar a Dianna que havia estat evacuada. Els habitants de la zona havien estat reclutats per la força i a l'arribada dels francesos van abandonar al marabut i es van refugiar a la selva; el profeta va fugir al sud amb els seus fidels. Dianna i la seva tata foren incendiats. El capità Robert fou enviat a perseguir a Mahmadou-Lamine; la seva rereguarda fou atrapada a Safalou i derrotada; llavors Robert va creuar Nieri-Ko (afluent per la dreta del riu Gàmbia) i va trobar a Kagnibé als talibes del marabut als que igualment va derrotar. Mahmadou-Lamine però va poder fugir i es va refugiar a la vora del riu Gàmbia.
Perdut el prestigi els caps de la regió entre Bundu i el riu Gàmbia van signar l'1 de gener de 1887 un tractat general de protectorat. Així el límit de l'alt Senegal avançava 300 km cap al sud-oest. Entre els que havien signat el tractat hi havia el rei del Tiali, les forces del qual van tenir una topada amb les del marabut i el van obligar a recular cap a Toubakouta, a la regió del Niani, prop de les posicions britàniques.
Els francesos (capità Oberdorf) van recórrer les vall de l'alt Gàmbia i l'alt Falémé i les terres entre el Falémé i el Bafing aixecant mapes i inspeccionant la zona; el capità Fortin va fer el mateix a les regions del Nieri i del Ferlo. Les dues columnes van tornar al seu campament de sortida el 23 de gener de 1887 cremant durant la tornada el poble hostil de Balégui, i sotmetent el país de Niagala a França.
El 15 de maig de 1887 Gallieni va deixar el comandament interí a Monségur i va marxar cap a França

### Tercer aixecament de Mahmadou Lamine

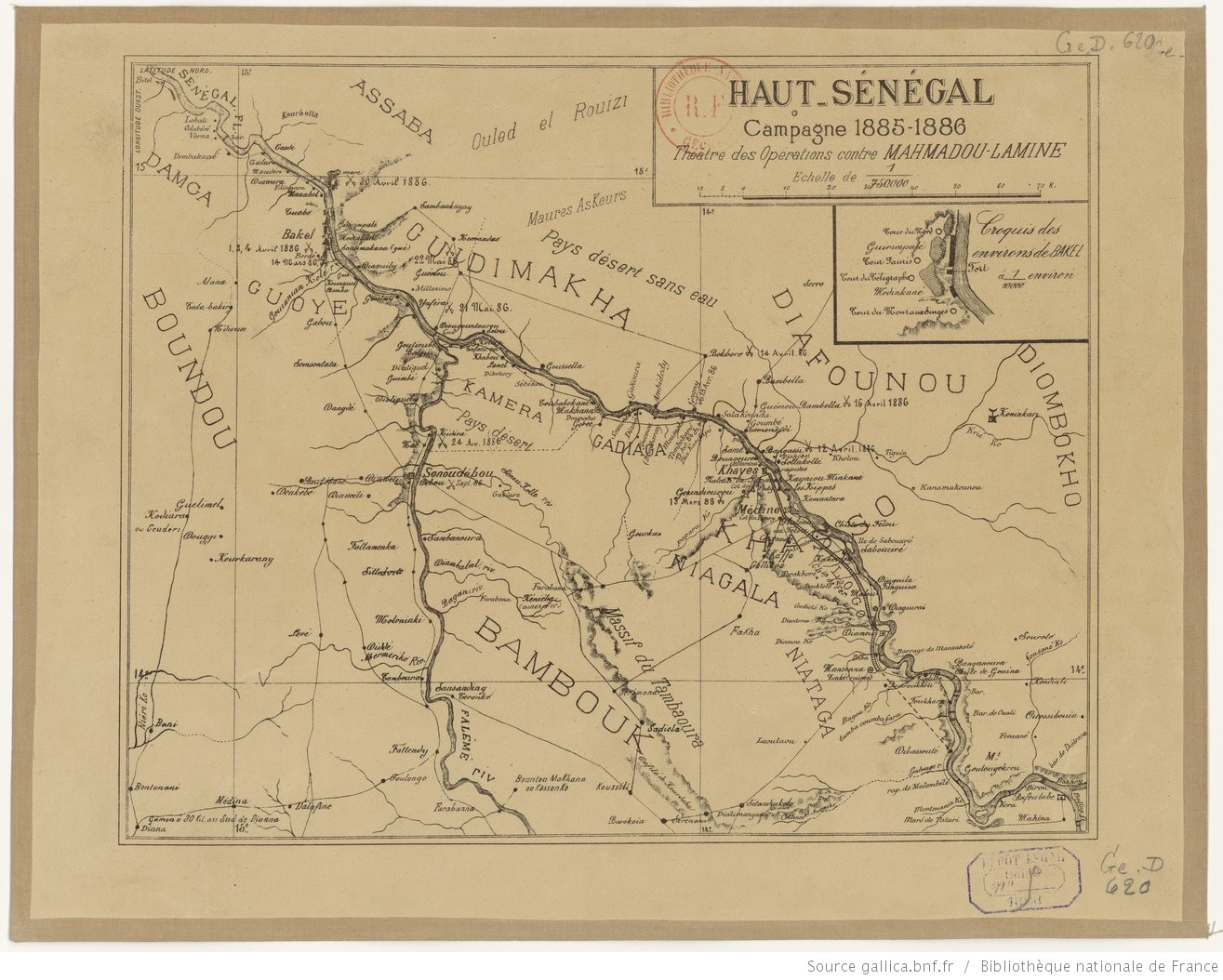
Mapa d'època del teatre de les operacions contra Mahmadou Lamine

El comerç tornava a estar actiu i s'havien creat escales al Senegal on els comerciants anaven en massa; als mercats es veien productes nois com la mantega de karité i el cautxú. Però altre cop a l'hivern Mahmadou Lamine tornava amb les seves predicacions aixecant la gent al Naini; aviat li van arribar guerrers de totes parts del Niani, del Sandougou i del Saloum; d'altra banda va aturar al governador de la colònia del Senegal amb ofertes de submissió; a finals d'any disposava de 4000 homes entre els quals gent de Toubakouta i els seus talibes que formaven un cos de 1500 homes fanàtics. Sobtadament el marabut va atacar Nétéboutou, capital del Ouli, la va saquejar i cremar i va matar el seu rei Malamine, un dels reis que recentment s'havia posat sota protectorat de França; els habitants foren agafats presoners. Tot seguit va ocupar Macadiacounda, una altra població forta del Ouli; el capità Fortin va enviar reforços manats pel rei de Bundu, Usman Gassi, revoltat contra el rei Amadi Cire Suma però al que França reconeixia. Usman Gassi va derrotar el marabut i el va rebutjar cap a Toubakouta, però tot i així els seus partidaris no paraven d'augmentar; Mahmadou-Lamine planeja envair el Bundu; els caps indígenes del Ouli, amenaçats pel marabut, van reclamar l'ajut francès.
Gallieni volia establir un fort a la confluència dels rius Tankisso i Níger, a Siguiri, per assegurar la regió del Bouré contra futures pretensions (reals o imaginaries) de Samori, i ho volia preparar personalment, per la qual cosa va enviar al capità contra el marabut mentre ell restaria a Kayes. Fortin ja havia fortificat Bani i durant els darrers mesos havia entrenat als contingents del regne de Bundu. El 25 de novembre va concentrar les forces de les quals disposaria per l'expedició a Bani, uns 560 homes (incloent 300 auxiliars bondoukes manats per Usman Gazi); el seu objectiu era Toubakouta.
Toubakouta estava en un angle del riu Gàmbia i un dels seus afluents per la dreta, el Sandougou. El capità Fortin volia capturar al marabut i va fer un pla amb els aliats francesos a Niani i amb Moussa Malo, rei del Fouladougou, que per por de Mahmadou-Lamine havia promès suport als francesos i es va comprometre a vigilar els passos cap al riu Gàmbia al nord mentre la gent de Niani vigilarien els gués del Sandougou: Paqueba, Oualia, etc., impedint així tota retirada cap a l'oest i el sud. Fortin marxaria recte cap a Toubakouta tancant el cercle per l'est. El 28 de novembre la columna va sortir de Bani i va creuar el Niéri-Ko a Goubaïel, per un pont improvisat; es van obrir camí per la densa de l'altiplà de Godjiel entre el riu Gàmbia i el Niéri-Ko, avançant només de nit i van arribar el 5 de desembre al matí a Sine on se'ls van unir contingents del Ouli. Fortin va saber aleshores que 300 guerrers estaven reunits a Barocounda, a mig camí de la fortalesa; calia doncs evitar aquesta població per evitar donar l'alarma a Toubakouta. Baracounda fou rodejada de nit a uns 3 km i després es va haver de superar una zona de maresmes molt complicada; el 8 de desembre els francesos eren davant de Toubakouta que estava a la riba dreta del marigot de Douga, amb turons a l'est, i un pendent suau de 500 metres fins al riu; la ciutadella estava ben disposada per sostenir una resistència perllongada amb dues rases i altres defenses i una muralla d'uns 5 metres d'alt amb dos torres, protegida per altres fortificacions quadrades en primera línea.
Iniciat el combat els francesos van prendre la iniciativa; després dels combats inicials la mesquita fou incendiada i llavors es va donar l'ordre d'assalt. La fortalesa fou conquerida però el marabut ja havia fugit unes hores abans, quan va saber de l'arribada dels francesos per alguna indiscreció. Molts caps rebels foren morts; els francesos van tenir uns 50 ferits però cap europeu.
Mahmadou-Lamine va marxar cap al Ouli, però al trobar el camí tallat va remuntar cap al Sandougou, sent aturat altre cop al gué Paqueba; no obstant va poder passar pel gué de Coly-Benlan on els guardians havien desertat. Va travessar el riu i es va tancar a Maka. El capità Fortin va iniciar una cacera de l'home. Moussa Malo li va oferir dos mil guerrers i amb ells va seguir per la riba dreta del Gàmbia tallant la retirada al marabut mentre que la gent de Ouli i els bundukes es dirigien cap a Maka.

### Mort del marabut
La gent de Maka va rebutjar els atacants però el cap local, intimidat pel ultimàtum enviat pel capità francès, va demanar a Mahmadou Lamine d'abandonar la població. El marabut va arribar a N'Gogo-Soukouta. Allí el va atrapar Moussa Malo; es va lliurar una lluita desesperada en la que els seus fidels es van deixar matar lluitant; Mahmadou-Lamine tocat per un cop de sabre va quedar malferit i va morir poc després; el seu cap fou enviat al campament francès el 12 de desembre.
Els caps de la regió de Toubakouta es van sotmetre i van signar tractats de protectorat en una signatura comuna a la població el 14 de desembre. Fortin va retornar a Kayes on va arribar el 22 de gener de 1888. L'expedició de Fortin va permetre l'adquisició del Kalonkadougou, el Niani, el Sandougou i el Fouladougou.
El capità Briquelot i el tinent Hugot van fer la topografia del Niani, del Sandougou i del Ouli; Liotard va visitar el Niani, el Kalonkadougou i els dominis de Moussa Malo; el sotstinent Levasseur va reconèixer la ruta entre Bakel, Kayes i Médine amb el Futa Djalon, el nord d'aquest estat i el Casamance. També es va aixecar la carta de Bani i el tinent Pichon va reconèixer la zona de Médine amb parts encara desconegudes.